# Автомагістраль А87 (Франція)
Автомагістраль A87 — автострада на заході Франції. Він з'єднує Анже з узбережжям і західною автомагістраллю A83 з півночі на південь. Простягається на 141,9 кілометрів.